# Pseudoblothrus oromii
Pseudoblothrus oromii Mahnert, 1990 é uma espécie de pseudo-escorpião troglóbio endémica nos Açores.